# Mrca
Mrca (Škoj od Mrtac, Mrce) je nenaseljeni otočić uz južnu obalu Lastova. Otočič je od obale udaljen oko 40 metara.
Površina otoka je 3302 m2, a visina oko 5 metara.

## Vanjske poveznice
|  | Zajednički poslužitelj ima još gradiva o temi Mrca |